# Emmanuel Adegboyega
Emmanuel Adegboyega, né le 16 septembre 2003 à Dundalk en Irlande, est un footballeur irlandais qui évolue au poste de défenseur central à Norwich City.

## Biographie

### En club
Né à Dundalk en Irlande, Emmanuel Adegboyega est formé par Drogheda United et Dundalk FC. Il joue son premier match de première division irlandaise le 24 février 2023 contre Shamrock Rovers. Il entre en jeu et les deux équipes se neutralisent (1-1 score final). Le 10 mars 2023 il se fait remarquer en marquant son premier but en professionnel, lors d'une rencontre de championnat face à l'University College Dublin. Titulaire, il donne la victoire à son équipe en étant l'unique buteur de la partie,,.
En 3 août 2023, Emmanuel Adegboyega quitte le club et rejoint l'Angleterre afin de signer en faveur de Norwich City. Il est dans un premier temps intégré à l'équipe réserve du club.
Le 4 janvier 2024, lors du mercato hivernal, Adegboyega est prêté au Walsall FC jusqu'à la fin de la saison.
Le 7 août 2024, Emmanuel Adegboyega rejoint Dundee United, où il est prêté par Norwich pour une saison.

### En sélection nationale
Emmanuel Adegboyega joue son premier match avec l'équipe d'Irlande espoirs le 11 octobre 2024, face à la Norvège. Il est titularisé et les deux équipes se neutralisent (1-1 score final).